# Rêu Trắc bá
Chi rêu trắc bá có danh pháp khoa học Thuidium là một chi rêu trong họ Thuidiaceae.